# Star Boys
Star Boys je deváté studiové album české popové kapely Těžkej Pokondr. Album vyšlo v roce 2017.

## Seznam skladeb
| Pořadí         | Název                                                                                      | Hudba                                                    | Text                            | Délka |
| -------------- | ------------------------------------------------------------------------------------------ | -------------------------------------------------------- | ------------------------------- | ----- |
| 1.             | Intro                                                                                      | Daniel Hádl                                              | Miloš Pokorný, Roman Ondráček   | 1:21  |
| 2.             | Sketmen (Kretén) (originál: Scatman John – Scatman (Ski-Ba-Bop-Ba-Dop-Bop))                | Antonio Nunzio Catania, John Paul Larkin                 | Xindl X                         | 3:30  |
| 3.             | Má asi křena (originál: Los del Río – Macarena)                                            | Monge Antonio Romero, Rafael Ruíz Perdigones             | Xindl X                         | 3:45  |
| 4.             | Maraton s kňourem (originál: Bee Gees – More Than a Woman)                                 | Barry Alan Gibb, Maurice Ernest Gibb, Robin Hugh Gibb    | Roman Ondráček                  | 3:24  |
| 5.             | Hynek Čermák (originál: Toto Cutugno – L'italiano (Lasciatemi Cantare))                    | Salvatore Cutugno                                        | Roman Ondráček                  | 3:57  |
| 6.             | My jsme šoumeni (originál: Sister Sledge – We Are Family)                                  | Bernard Edwards, Nile Gregory Rodgers                    | Roman Ondráček                  | 3:55  |
| 7.             | Schízy (originál: The Commodores – Easy)                                                   | Lionel Richie                                            | Xindl X, Roman Ondráček         | 3:03  |
| 8.             | Blá, blá, blá (originál: Trio – Da Da Da)                                                  | Gert Krawinkel, Stephan Remmler                          | Roman Ondráček                  | 3:20  |
| 9.             | Ice Hockey Tiger (Náš Jarda Jágr) (originál: Survivor – Eye of the Tiger)                  | Frank Michael Sullivan, James Michael Peterik            | Lou Fanánek Hagen               | 4:20  |
| 10.            | J.A.R. (originál: Laid Back – Bakerman)                                                    | Tim Peter Stahl, Arthur Joshua Stander, John Guldberg    | Roman Ondráček                  | 3:35  |
| 11.            | Už nechcem hulit!!! (originál: Reel 2 Real – I Like to Move It)                            | Erick Morillo, Mark Quashie                              | Roman Ondráček, Miloš Pokorný   | 3:10  |
| 12.            | Úctu knížkám (originál: Helena Vondráčková – Vzhůru k výškám)                              | Václav Zahradník                                         | Roman Ondráček                  | 3:40  |
| 13.            | Já su sexy (originál: Right Said Fred – I'm Too Sexy)                                      | Richard Fairbrass, Christopher Fairbrass, Robert Manzoli | Roman Ondráček, Miloš Pokorný   | 2:51  |
| 14.            | Levhart (originál: Nazareth – Love Hurts (The Everly Brothers – Love Hurts))               | Boudleaux Bryant                                         | Lou Fanánek Hagen               | 3:55  |
| 15.            | Superstar (originál: Joan Jett – I Love Rock 'n' Roll (The Arrows – I Love Rock 'n' Roll)) | Alan Merrill                                             | Roman Ondráček, Martin Hladílek | 2:55  |
| Celková délka: | Celková délka:                                                                             | Celková délka:                                           | Celková délka:                  | 50:41 |